# Máximo Chambónez
Máximo Chambónez es una serie cómica creada por Themo Lobos para la revista Mampato

## Argumento
Máximo es un típico joven adulto del pueblo ficticio de Piduquén que tiene fama de "metedor de pata" o "chambón", por eso se llama así. Es ingenuo e impulsivo, casi todo le sale mal, aunque eso nunca lo desanima. Las intenciones de Máximo siempre se arruinan por su mala suerte y torpeza. Un partido de fútbol, un torneo de equitación o una pelea de boxeo bastan para transformar lo más tranquilo en una catástrofe.
Máximo es un niño chico en el cuerpo de un adulto que se entusiasma con facilidad en una serie de proyectos mal hilvanados que invariablemente lo llevarán al final de cada historia al desastre no solo a él, sino a todos los habitantes de su pueblo. Por eso es habitual que sus aventuras terminen mostrando a Máximo escapando de una horda enfurecida o todo vendado en la sala de un hospital a causa de las golpizas propinadas por todo el pueblo o el propio alcalde como castigo de sus torpezas.
Los cómics de Máximo Chámbonez están ambientados en el ficticio pueblo de Piduquén, un pueblito del sur de Chile, tal vez inspirado en el río Piduco de la séptima región. Acompañan al personaje principal dos personajes secundarios de gran importancia: El abuelo de Máximo, un viejito pelado que lo apoya en todas sus aventuras y su antagonista, el alcalde de Piduquén, un gordito chico siempre vestido de terno, calvo y de bigotes, quien a menudo termina sufriendo las consecuencias de los accidentes provocados por Máximo.
- Datos: Q6035626